# Skateboard aux World Roller Games 2017
Navigation
World Cup 2019
Le skateboard est intégré à la première édition des World Roller Games. 

## Compétitions

### Palmarès
| Médaille | Femmes            | Hommes             |
| -------- | ----------------- | ------------------ |
| Or       | Poppy Starr Olsen | Clay Kreiner       |
| Argent   | Arianna Carmona   | Marcelo Bastos     |
| Bronze   | Amelia Brodka     | Paul Luc Ronchetti |

## Tableau final
| Rang  | Nation | Or | Argent | Bronze | Total |
| ----- | ------ | -- | ------ | ------ | ----- |
| 1     |        | 1  | 2      | -      | 3     |
| 2     |        | 1  | -      | -      | 1     |
| 3     |        | -  | -      | 1      | 1     |
| -     |        | -  | -      | 1      | 1     |
| Total | Total  | 2  | 2      | 2      | 6     |